# St. Martin (Werbach)

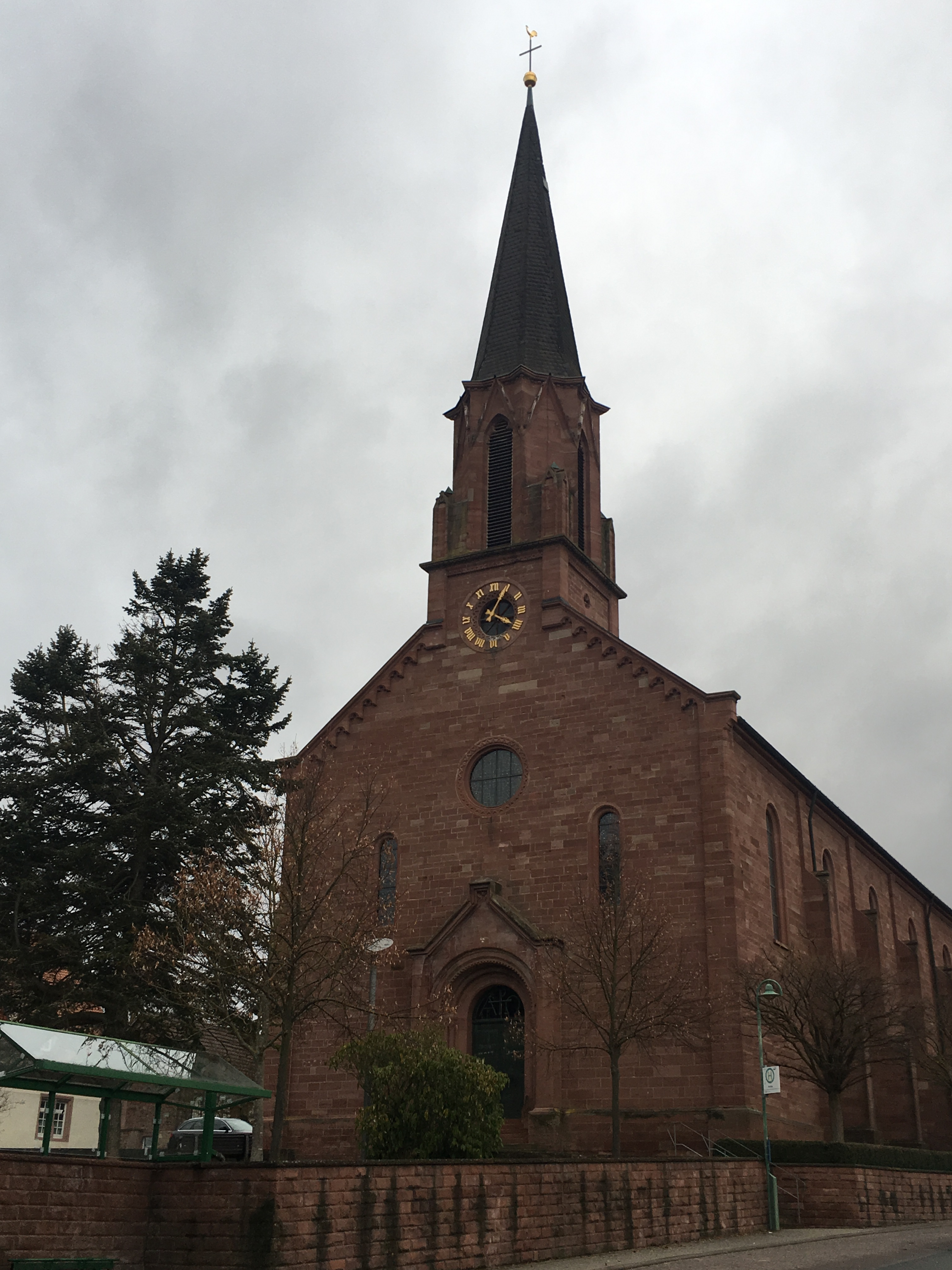
Die Martinskirche in Werbach (2016)

Die römisch-katholische Pfarrkirche St. Martin in Werbach im Main-Tauber-Kreis wurde in den Jahren 1841 bis 1843 errichtet und ist dem heiligen Martin von Tours geweiht.

## Geschichte
Die Werbacher Pfarrkirche wurde in den Jahren 1841 bis 1843 erbaut und ist dem heiligen Martin von Tours geweiht. Die Kirche wurde von dem Architekten August Moosbrugger (1802–1858) geplant und aus Sandstein erbaut. Ein weiteres Werk des Architekten ist die St.-Venantius-Kirche in Wertheim. Das Gotteshaus wurde von 2013 bis 2014 grundlegend renoviert.
Die St.-Martins-Kirche gehört zur Seelsorgeeinheit Großrinderfeld-Werbach, die dem Dekanat Tauberbischofsheim des Erzbistums Freiburg zugeordnet ist.

## Kirchenbau und Ausstattung

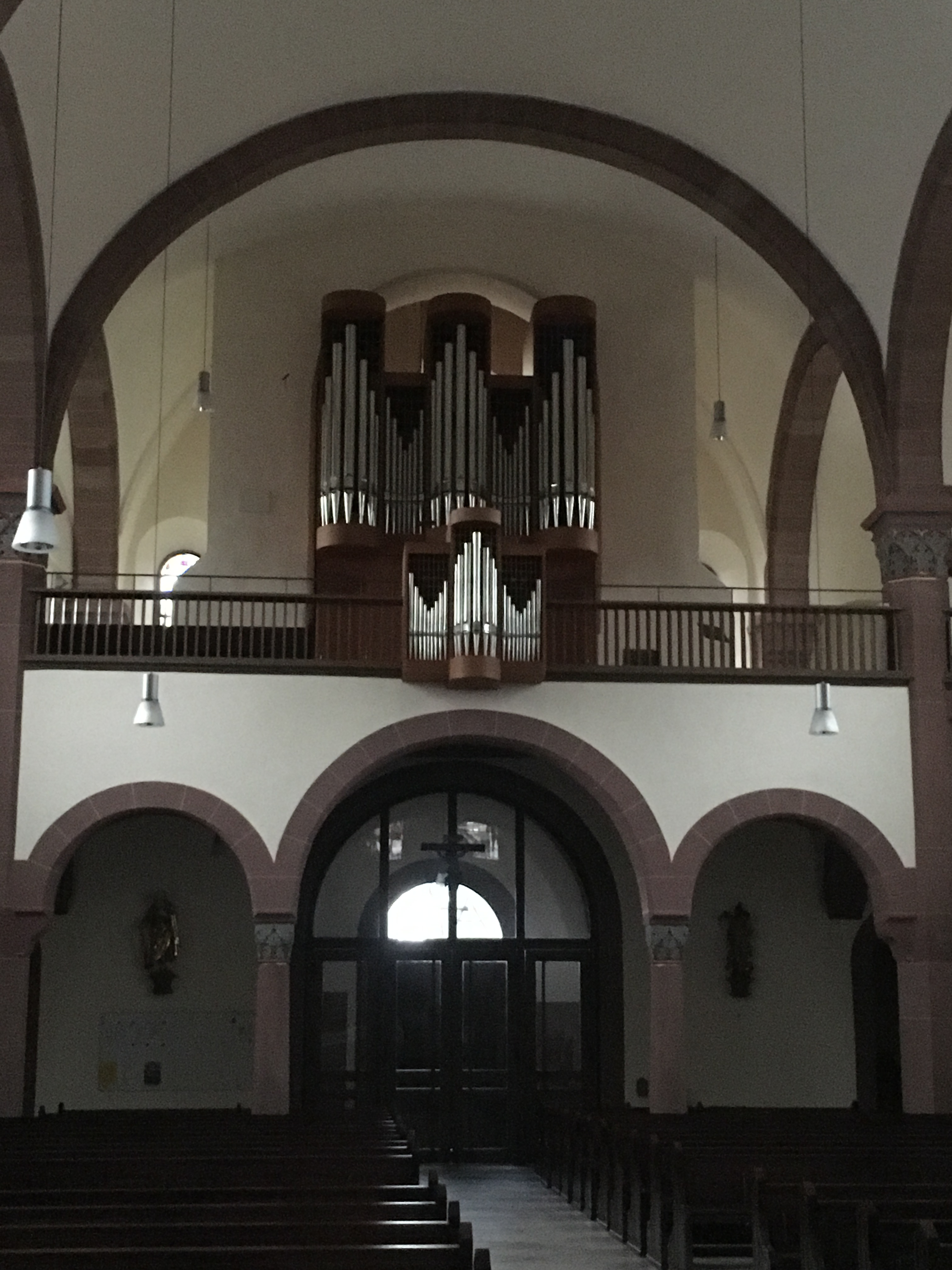
Innenansicht mit der Orgel der Martinskirche

### Denkmalschutz
Die Kirche befindet sich an der Hauptstraße 57 und steht als Sonstiges Denkmal unter Denkmalschutz. Es handelt sich um einen tonnengewölbten Bau mit Giebelreiterturm in historisierenden Formen; 1842 bezeichnet.

### Orgel
Die Orgel der Pfarrkirche St. Martin ist ein Werk der bekannten Hardheimer Orgelwerkstatt Vleugels. Sie wurde 1978 zum musikalischen Lob Gottes in Betrieb genommen.

### Sonstige Ausstattungsgegenstände
Ein großes Bild des Patrons Sankt Martin und verschiedene Statuen weisen heute noch auf die tiefe Verbundenheit der Gläubigen mit den Heiligen hin, besonders auch der Gottesmutter Maria. Die Pfarrkirche besitzt Fenster im Chorraum mit Darstellungen des Ortspatrons (hl. Sebastian), des Apostels der Deutschen (hl. Bonifatius) und der hl. Cäcilia, die den Höhepunkt der Darstellungen bilden.